# 2018년 아시안 게임 수상스키
2018년 아시안 게임 수상스키는 인도네시아 자카르타의 안촐 해변에서 2018년 8월 23일부터 26일까지 개최된다. 수상스키는 이번 대회에서 사상 처음으로 아시안게임 정식종목으로 포함되었으며, 패러글라이딩 종목과 함께 '기계스포츠' 종목으로 묶인다.

## 세부종목
수상스키 종목은 총 네 개의 세부종목으로 나뉘어 치러지며, 전 경기 모두 혼성종목으로 진행된다. 각 종목은 모두 4차례에 걸쳐 치러지며, 네번째 경기가 결승전이 된다.
- 인듀어런스 런어바웃 오픈 (Endurance Runabout Open)
- 런어바웃 1100 스톡 (Runabout 1100 Stock)
- 런어바웃 리미티드 (Runabout Limited) - 물 위의 부표로 트랙을 만들고 여러 대의 수상스키가 동시에 경합하는 종목[2]
- 스키 모디파이드 (Ski modified)

## 메달리스트
| 종목                            | 금                                    | 은                                    | 동                                    |
| ------------------------------- | ------------------------------------- | ------------------------------------- | ------------------------------------- |
| 인듀어런스 런어바웃 오픈 자세히 | 아크사 수탄 아스와르 인도네시아 (INA) | 알리 알 란자위 아랍에미리트 (UAE)     | 수파탓 푸뜨라꿀 태국 (THA)            |
| 런어바웃 1100 스톡 자세히       | 아따뽄 꾼사 태국 (THA)                | 파딧 부리 태국 (THA)                  | 살리 우 무트 캄보디아 (CAM)           |
| 런어바웃 리미티드 자세히        | 알리 알 란자위 아랍에미리트 (UAE)     | 아에로 수탄 아스와르 인도네시아 (INA) | 아크사 수탄 아스와르 인도네시아 (INA) |
| 스키 모디파이드 자세히          | 살리 우 무트 캄보디아 (CAM)           | 카시딧 띠라쁘라띱 태국 (THA)          | 누따꼰 뿌빡디 태국 (THA)              |

## 메달 집계
| 순위  | 국가         | 금메달 | 은메달 | 동메달 | 합계 |
| ----- | ------------ | ------ | ------ | ------ | ---- |
| 1     | 태국         | 1      | 2      | 2      | 5    |
| 2     | 인도네시아   | 1      | 1      | 1      | 3    |
| 3     | 아랍에미리트 | 1      | 1      | 0      | 2    |
| 4     | 캄보디아     | 1      | 0      | 1      | 2    |
| Total | Total        | 4      | 4      | 4      | 12   |